# Claudio Toro
Claudio Rodolfo Toro Castillo (* 20. Juli 1954 in Santiago; † 17. Oktober 2013 ebenda) war ein chilenischer Fußballspieler. Der Mittelfeldspieler absolvierte ein Länderspiel für die Nationalmannschaft.

## Karriere

### Verein
Claudio Toro, auch Fino genannt, begann seine Profikarriere 1979 beim CD Magallanes und spielte sechs Jahre beim Klub aus der Hauptstadt. In 168 Ligaspielen erzielte der Mittelfeldspieler 34 Tore für sein Team. 1985 wechselte Toro zu Ligakonkurrent CD Palestino, mit dem er aus der Primera División abstieg und 1989 seine Karriere als Meister der Segunda División beendete.
Toro starb am 17. Oktober 2013 nach einem Schlaganfall.

### Nationalmannschaft
Claudio Toro absolvierte im Juni 1984 unter Trainer Isaac Carrasco sein einziges Länderspiel für die chilenische Nationalelf beim 0:0-Unentschieden im Freundschaftsspiel gegen England.